# 김진만 (배우)
김진만(1969년 6월 8일 ~ )은 대한민국의 배우이다.

## 학력
- 한양대학교 연극영화과

## 경력
- 공주영상대학 엔터테인먼트 학과장
- 공주영상대학 엔터테인먼트과 교수
- 연극배우협회 회원

## 드라마
- 1981년 MBC《호랑이 선생님》
- 1982년 MBC《한》
- 1986년 MBC《꾸러기》
- 1987년 MBC《푸른교실》
- 1988년 MBC《푸른계절》- 한용구 역
- 1991년 MBC《무동이네 집》
- 1996년 SBS《아빠는 시장님》

## 영화
- 1997년 꽃을 든 남자
- 1999년 링
- 2000년 신혼여행
- 2001년 수취인불명
- 2002년 나쁜 남자
- 2002년 뚫어야 산다
- 2005년 레드아이
- 2005년 나의 지구를 지켜줘
- 2008년 영화는 영화다
- 2014년 들개

## 광고
- 2003년 삼육식품 검은참깨두유 (양미경, 조정은과 함께 출연)